# Tasmanoonops daviesae
Espèce
Tasmanoonops daviesae est une espèce d'araignées aranéomorphes de la famille des Orsolobidae.

## Distribution
Cette espèce est endémique du Queensland en Australie. Elle se rencontre vers Crediton (en) et Eungella (en).

## Description
Le mâle holotype mesure 2,44 mm et la femelle paratype 3,19 mm.

## Étymologie
Cette espèce est nommée en l'honneur de Valerie Todd Davies.

## Publication originale
- Forster & Platnick, 1985 : A review of the austral spider family Orsolobidae (Arachnida, Araneae), with notes on the superfamily Dysderoidea. Bulletin of the American Museum of Natural History, no 181, p. 1-229 (texte intégral).